# Aphthona olegi
Aphthona olegi – gatunek chrząszcza z rodziny stonkowatych.
Gatunek tan opisany został w 2006 roku przez Aleksandra S. Konstantinowa w ramach rewizji grupy gatunków A. gracilis.
Chrząszcz o ciele długości od 2,27 do 2,54 mm i szerokości od 1,21 do 1,35 mm, ubarwiony ciemnobrązowo do czarnego. Odnóża i czułki bursztynowobrązowe, te pierwsze z brązowymi udami tylnej pary, te drugie z członami od szóstego wzwyż coraz ciemniejszymi. Przedplecze w widoku bocznym wypukłe, z przodu węższe niż u nasady. Pokrywy z nieregularnymi rzędami punktów na dysku i dobrze rozwiniętymi guzami barkowymi. Dystalna część edeagusa tak szeroka jak nasadowa, w widoku brzusznym podługowata i o prostych bokach; jej wierzchołek stosunkowo wąsko zaokrąglony. W widoku bocznym edeagus zakrzywiony dobrzusznie. Samica ma zbiorniczek spermateki najszerszy pośrodku, a tylną sklerotyzację głaszczka waginalnego znacznie dłuższą niż przednia. Część dystalna owego głaszczka jest pośrodku prosta. 
Owad znany tylko z Azerbejdżanu.